# Коттаб

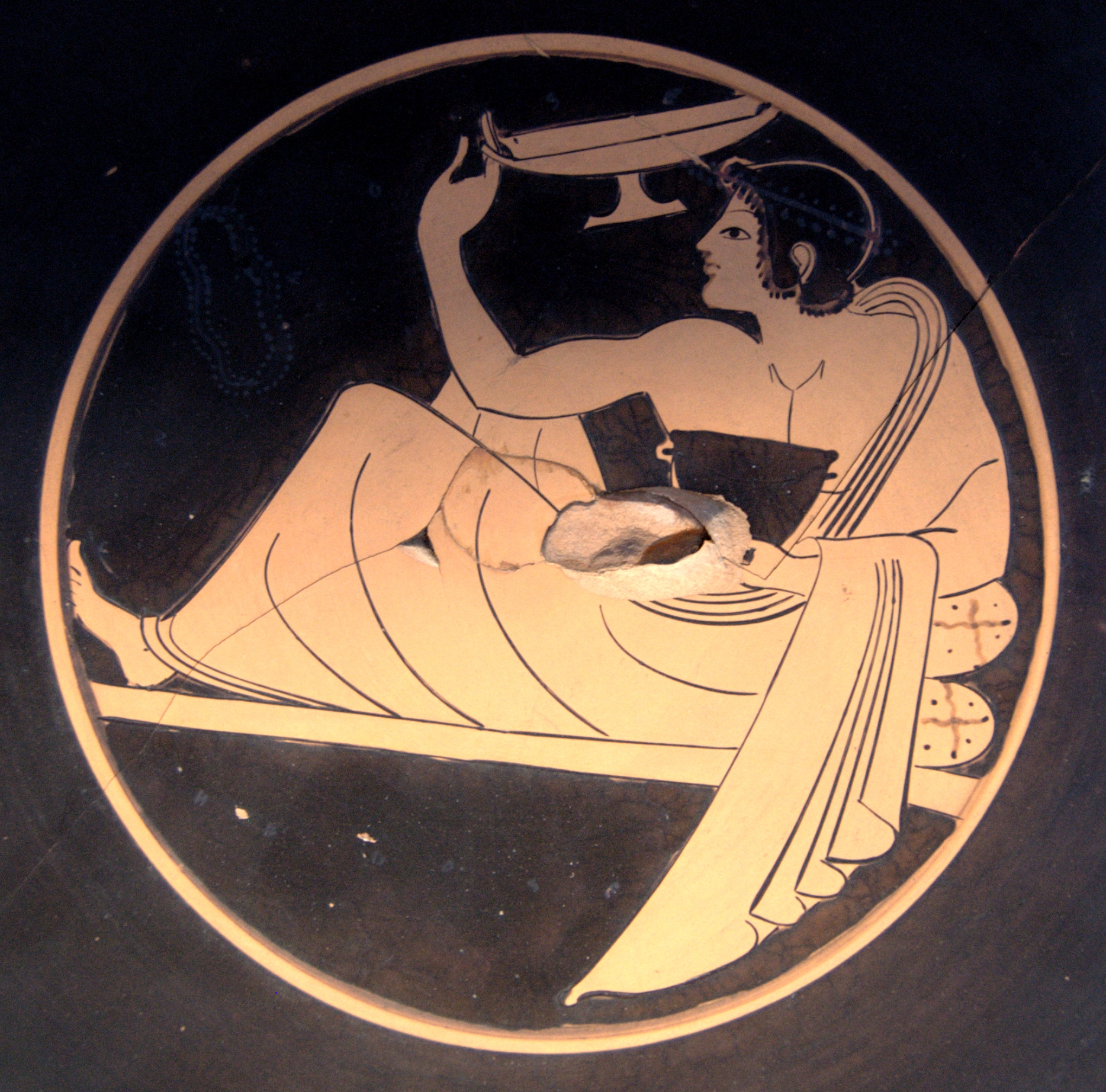
Изображение игрока в коттаб на аттическом краснофигурном килике. 510 г. до н. э. Лувр

Ко́ттаб (др.-греч. κότταβος) — название популярной в Древней Греции в V—IV вв. до н. э. игры — соревнования на меткость, которой развлекались древнегреческие мужчины на симпосиях. Игра возникла в греческих колониях на Сицилии.
Играющие в коттаб пытались лёжа попасть остатками вина из своих бокалов в цель — металлическую чашу, коттабий (др.-греч. κοτταβεῖον). Вино должно было лететь по наиболее крутой траектории, не проливаться мимо цели и при попадании в неё издавать отчётливый звук.
Упражнение в меткости усложнялось, когда на коттабии устанавливалась маленькая человеческая фигурка (др.-греч. μάνης). Капли вина должны были попасть в голову фигурки и с шумом отрикошетить в чашу. Удача в коттабе обеспечивала удачу в любви. Коттаб описан у Эсхила, Софокла, Эврипида, Аристофана и Антифана, которые и сами с удовольствием играли в эту игру. Изображения мужчин, играющих в коттаб, часто встречаются в древнегреческой вазописи.